# Hedraianthera porphyropetala
Hedraianthera porphyropetala es la única especie del género monotípico Hedraianthera,  perteneciente a la familia de las celastráceas. Es  originaria de  Australia.

## Descripción
Es un arbusto o pequeño árbol que alcanza un tamaño de hasta 6 m de altura, glabro. Las hojas son elípticas, lanceoladas u ovadas, en su mayoría de 5-17 cm de largo, 1.5-6 cm de ancho, ápice acuminado y pocas veces obtuso, la parte superior de color verde oscuro, pálido en envés, a menudo con 1-4 agallas pálidas corchosas; pecíolo 2 - 6 mm de largo. Flores solitarias o unas pocas en racimos cortos, a veces ramifloros; pedicelos a 25 mm de largo. Sépalos de 1 mm de largo. Pétalos de 3-7 mm de largo, de color rojizo. Cápsula ovoide a deprimido-globosa, de 15-25 mm de largo, 5-válvas, semillas de 3 rectángulos, de 8-12 mm de largo, arilo en la base y en un lado, carnosa.

## Distribución y hábitat
Se encuentra en la selva subtropical y el litoral, al norte de Ballina en Nueva Gales del Sur. 

## Taxonomía
Hedraianthera porphyropetala fue descrita por Ferdinand Jacob Heinrich von Mueller y publicado en Fragmenta Phytographiæ Australiæ 5(34): 58. 1865.